# Çò des deth Hustèr
Çò des deth Hustèr és un edifici del municipi de Les (Vall d'Aran) inclòs en l'Inventari del Patrimoni Arquitectònic de Catalunya.

## Descripció
Çò des deth Hustèr comprèn una notable casa al davant de la Carrera i dues bordes exemptes al darrere. La casa de secció rectangular presenta la façana orientada a la "capièra", amb la lluerna de la "cava", i tres obertures allindanades en les dues plantes; dues "lucanes" i una "humenejà" en "l'humarau" amb dos nivells en la pala posterior. La coberta d'encavallades de fusta suporta un llosat de pissarra de dos vessants. La porta, elevada com s'ha dit, és presidida per un bloc de pedra que duu gravat: AÑO 1913 TCR [TOMÀS CARRERA ?]. En la planta superior destaca el voladís d'un balcó de ferro forjat sobre permòdols, el qual unifica les obertures decorades amb grosses sanefes que destaquen les llindes. La pintura juga amb el contrast de colors del gris i el blanc, i en les cantonades imita una obra de carreus. La façana de ponent desenvolupa la mateixa estructura que la principal, però, amb materials més pobres i sense decorar; així la balconada és ací resolta amb fusta i seguint la tipologia tradicional.Fins i tot, el "penalèr" de migdia és aprofitat per una tercera balconada, de fusta, sota un empostissat, essent aixoplugat per les pales. La banda septentrional conté també obertures en les tres plantes, i en planta baixa el cos sobresortint de "l'horn de pan".

## Història
Carrera és un dels cognoms més antics de la Val (1263, Bossost). A banda dels Hustèr trobem documentada a Les altres branques a Çò de Josep de Naut i Lorrei; fins i tot al veí poble Hòs. Al segle xvii consta que Pere Joan Carrera exercí de rector de Les (1739-43) i Jaume Carrera de Sabater.